# Інститут оборонних досліджень Швеції
Інститут оборонних досліджень Швеції (швед. Totalförsvarets forskningsinstitut, FOI; дослівно — «Інститут досліджень загальної оборони») — державна науково-дослідна установа Швеції, що займається розробками у сфері оборони та безпеки.

Герб

Штаб-квартира FOI розташована в районі Чіста у Стокгольмі. Інші офіси та науково-дослідні центри інституту знаходяться в Ґріндшьоні, Лінчепінгу та Умео.

## Історія
Інститут FOI було створено у 2001 році шляхом об’єднання Шведського національного інституту оборонних досліджень (FOA) та Національного інституту авіаційних досліджень (FFA). FFA був заснований в 1940 році в районі Бромма (Стокгольм) як державний дослідницький заклад для шведської авіаційної промисловості, значна частина якої була орієнтована на військові цілі.
FOA було створено у 1945 році на основі трьох організацій:
- Шведський хімічний інститут збройних сил (швед. Försvarsväsendets kemiska anstalt, FKA), заснований 1937 року в Урсвіку (Сундбюберг)[15] ; продовжував роботи в галузі хімічної зброї[16], розпочаті в університетах Лунда (з 1926) та Уппсали (з 1928);
- Інститут військової фізики[en] (швед. Militärfysiska institutet, MFI), створений 1941 року як міжуніверситетська координаційна структура з питань застосування фізики в оборонних цілях;
- відділ Шведської ради з питань винаходів (швед. Statens uppfinnarnämnd, SUN), який з 1942 року займався дослідженнями в галузі радіолокації[17].

Одним з ключових об’єктів FOA став науково-дослідний центр у Гріндшені (Grindsjön), розташований приблизно за 40 км на південь від Стокгольма. Центр було засновано 1941 року як Інститут військової фізики й спочатку він спеціалізувався на дослідженнях кумулятивних зарядів і ракет. У 1945 році його було включено до складу FOA. Протягом десятиліть центр відігравав провідну роль у дослідженнях протитанкової зброї, вибухових речовин і засобів захисту, залишаючись одним із найважливіших полігонів оборонних розробок Швеції. У 1950–1960-х роках на його базі також проводилися ядерні дослідження, зокрема оцінювалась придатність вибухових речовин для можливого створення атомної зброї. Гріндшен отримав неофіційне прізвисько «шведський Лос-Аламос».
Невдовзі після створення FOA розпочав дослідження в галузі ядерної зброї, зокрема як у сфері захисних технологій, так і в контексті опрацювання національної програми. Після підписання Швецією Договору про нерозповсюдження ядерної зброї (1968) відповідні розробки було припинено, залишилися лише дослідження у сфері захисту.
У 1970-х роках частину підрозділів FOA було переведено зі Стокгольма до Карлстада, Лінчепінга та Умео. У 2005 році підрозділи FOI у Стокгольмі були об'єднані на єдиному майданчику в районі Чіста.
На початку 1970-х років чисельність персоналу в Гріндшьоні становила близько 140 осіб. Однак до 1994 року вона скоротилася до 85 співробітників. Після організаційних змін і консолідації досліджень чисельність знову зросла: станом на грудень 2001 року в центрі працювали близько 140 осіб, включно з технічним і обслуговуючим персоналом.
Під час створення FOI у 2001 році в установі працювало близько 1300 осіб. Унаслідок реформ початку 2000-х років чисельність персоналу скоротилася приблизно до 1000 осіб.

## Фінансування та персонал
Інститут підпорядковується Міністерству оборони Швеції, яке забезпечує значну частину його бюджету. Крім того, FOI отримує фінансування від інших державних установ Швеції, зокрема Управління оборонного матеріального забезпечення (FMV), а також від Європейського Cоюзу та міжнародних партнерів.
Станом на 2024 рік фінансування FOI формується з таких джерел:
- 49 % - від Збройних сил Швеції;
- 17 % - від Управління оборонного постачання (FMV);
- 19 % - у вигляді прямих асигнувань з державного бюджету через Міністерство оборони та Міністерство закордонних справ;
- решта — за рахунок міжнародних та цивільних замовлень, зокрема від Агентства з надзвичайних ситуацій (MSB), поліції та Європейського Союзу.

Приклади проектів FOI включають:
- експертну підтримку у розробці системи Gripen;
- дослідження зі зниження помітності шведських військових кораблів;
- розробку методів захисту від електромагнітних перешкод;
- аналіз підозрілих поштових відправлень;
- дослідження у сфері CBRN (хімічних, біологічних, радіологічних і ядерних агентів), кібербезпеки та питань роззброєння.

Станом на кінець 2024 року чисельність співробітників FOI становила 1423 особи — найбільший показник за останні роки. Лише протягом 2024 року було найнято 166 нових працівників, переважно у сфері досліджень. Середній вік персоналу становив трохи більше 45 років, середній стаж роботи — близько 9 років. Науковий ступінь (доктора або ліценціата) мали 41 % працівників, зайнятих в основній та управлінській діяльності. Уперше оборот інституту перевищив 2 мільярди шведських крон.

## Області діяльності
FOI проводить науково-дослідні та дослідно-конструкторські роботи (НДДКР), а також аналітичні дослідження переважно в інтересах оборонного сектору, а також у сфері громадської безпеки, захисту від стихійних лих, стратегічного аналізу та міжнародної політики.
- C4ISR (командування, управління, зв’язок, розвідка, спостереження та розвідка) — включаючи радіолокацію, оптоелектроніку, штучний інтелект і безпеку ІТ-систем;
- Оборона і безпека у сфері CBRN — захист від хімічних, біологічних, радіаційних і ядерних загроз;
- Системи й технології — озброєння, аеродинаміка, ракети, гідроакустика, балістика, ядерна зброя та контроль над озброєннями;
- Аналітика в галузі оборони — кризове управління, стратегічне планування, міжнародні операції, геополітичні дослідження (зокрема щодо Росії, Арктики, Африки тощо);
- Адміністративна підтримка — забезпечення діяльності інституту.

FOI публікує свої звіти шведською та англійською мовами у відкритому доступі, зокрема на власному вебсайті.

### Авіаційні дослідження та симуляція
Інститут активно проводить дослідження в галузі аерокосмічних технологій через два спеціалізовані департаменти: Aeronautics and Autonomous Systems та Systems Technology Department. Перший займається аеродинамікою, структурними характеристиками, сигнатурами та динамікою польоту як пілотованих, так і безпілотних літальних апаратів. Другий департамент розробляє методи моделювання та симуляції для оцінки ефективності систем типу «система-систем», включно з бойовими платформами та озброєнням.
FOI також управляє Центром бойового моделювання Повітряних сил Швеції (Swedish Air Force Combat Simulation Centre, FLSC), який використовується для підготовки пілотів і оцінки бойових сценаріїв за участю літаків JAS 39 Gripen. Центр поєднує пілотовані симулятори та комп’ютерно змодельовані сили (CGF), забезпечуючи багатосторонню підготовку та дослідження в режимі реального часу.

### Міжнародне співробітництво
FOI бере участь у низці міжнародних науково-дослідних програм і проєктів у сфері оборонних технологій. Серед них:
- EU-FP7 — Сьома рамкова програма Європейського Союзу з наукових досліджень і технологічного розвитку (наприклад, проєкт AFLoNext — активне керування потоком, навантаженнями та шумом для крила наступного покоління);
- GARTEUR — Група з аерокосмічних досліджень і технологій (зокрема, проєкти AG54, AG55 з аеродинаміки та протидії);
- EDA — Європейське оборонне агентство (наприклад, проєкт LECoLoS щодо керування потоком у малопомітних БПЛА);
- ESA — Європейське космічне агентство (наприклад, проєкт DYNAST з динамічної стійкості капсул);
- EUREKA / Vinnova – міжурядова ініціатива наукового співробітництва (зокрема, проєкт COLOC);
- НАТО / Партнерство заради миру (PfP) — (наприклад, проєкти AVT-251, AVT-281, SET-200 щодо комплексної оцінки ефективності повітряних платформ і прогнозування сигнатур)[3].

## Керівництво
| Період       | Ім'я                        |
| ------------ | --------------------------- |
| 2001-2003    | Бенґт Андерберґ             |
| 2003-2009    | Маделен Сандстрьом          |
| 2009-2019    | Ян-Улоф Лінд                |
| 2019         | Анна-Лена Естерборг (в. о.) |
| 2019—дотепер | Єнс Матссон                 |

## Міжнародне співробітництво та наукові ініціативи
У 2024 році FOI активно розширював свою діяльність у сфері міжнародної наукової та оборонної кооперації. Важливим чинником стало вступ Швеції до НАТО, що суттєво розширило можливості інституту щодо багатосторонніх і двосторонніх дослідницьких проєктів з країнами-союзниками. Зокрема, FOI реалізує програми підтримки України, на які загалом було виділено близько 180 мільйонів шведських крон.
У межах пріоритетних науково-дослідницьких напрямів FOI у 2024 році розпочав розробку проєктів у сфері військових супутників і ройових безпілотних літальних апаратів, що відображає зростаючий інтерес до новітніх технологій ведення бойових дій і ситуаційного моніторингу.

### Аналогічні організації
Агентство з оборонного розвитку (Agency for Defense Development)
 Агентство передових оборонних дослідницьких проєктів (Defense Advanced Research Projects Agency, DARPA)
 Агентство оборонної промисловості Туреччини (Defence Industry Agency)
 Організація оборонних досліджень і розробок (Defence Research and Development Organisation, DRDO)
 Інститут оборонних технологій Таїланду (Defence Technology Institute)
 Військовий інститут озброєння (Польща) (Military Institute of Armament Technology)
 Національний інститут науки і технологій Чжуншань (National Chung-Shan Institute of Science and Technology)

## Зовнішні посилання
Вікісховище має мультимедійні дані за темою: Інститут оборонних досліджень Швеції
- Офіційний сайт